# La doble de la núvia
La doble de la núvia (títol original en anglès, The Decoy Bride) és una pel·lícula de comèdia romàntica britànica del 2011 escrita pel còmic Sally Phillips i Neil Jaworski, protagonitzada per David Tennant, Alice Eve i Kelly Macdonald i ambientada a l'illa fictícia de Hegg, suposadament situada a les Hèbrides Exteriors d'Escòcia. La pel·lícula va ser realitzada per Ecosse Films. S'ha doblat i subtitulat al català.